# 池田新介
池田 新介（いけだ しんすけ、1957年10月20日 - ）は、日本の経済学者。大阪大学社会経済研究所所長を経て、大阪大学名誉教授、関西学院大学経営戦略研究科教授。元行動経済学会長。日経・経済図書文化賞受賞。

## 人物・経歴
大阪生まれ。1980年神戸大学経営学部商学科卒業。1984年神戸大学大学院経営学研究科商学専攻修士課程修了。1986年同博士課程中退、神戸大学経営学部助手。1988年大阪大学社会経済研究所助手。1990年神戸大学経営学部助教授。1992年大阪大学経済学部助教授。1995年大阪大学社会経済研究所助教授。1997年大阪大学博士（経済学）。1998年大阪大学社会経済研究所教授。2003年同副所長。2005年同所長。2011年行動経済学会会長。のち、大阪大学名誉教授、関西学院大学経営戦略研究科教授。この間、文部科学省科学官、公認会計士試験試験委員、証券アナリスト試験委員等も歴任した。第55回日経・経済図書文化賞受賞。

## 著書
- 『自滅する選択 : 先延ばしで後悔しないための新しい経済学』東洋経済新報社 2012年
- "The economics of self-destructive choices" Springer 2016年